# Karen Muir
Karen Muir (ur. 16 września 1952 w Kimberley, Prowincja Przylądkowa Północna, zm. 1 kwietnia 2013 w Mossel Bay) – południowoafrykańska pływaczka, czołowa pływaczka stylem grzbietowym na świecie, mistrzyni i wielokrotna rekordzistka świata.

## Życiorys
Była reprezentantką RPA. 10 sierpnia 1965 podczas mistrzostw świata juniorów w angielskim Blackpool, Muir uzyskała czas 1.08,7 stając się tym samym najmłodszą w historii sportu rekordzistką świata. Ustanowiła wówczas rekord świata w kategorii juniorek na dystansie 110 jardów stylu grzbietowym. Miała wtedy 12 lat, 10 miesięcy i 25 dni. 
W kolejnych latach zyskała pozycję liderki w stylu grzbietowym na świecie, ustanawiając 15 rekordów świata na dystansach 100 i 200 metrów oraz 110 i 220 jardów. Była również 22-krotną mistrzynią RPA i 3-krotną mistrzynią USA. Ze względu na niedopuszczenie reprezentantów RPA do startów na igrzyskach olimpijskich przez MKOl, nigdy nie wystartowała na igrzyskach. 
Już po zakończeniu kariery pływackiej, ukończyła studia medyczne i pracowała w zawodzie w różnych krajach Afryki, a następnie w Kanadzie, gdzie osiadła w 2000 r. Zmarła 1 kwietnia 2013 r., na raka płuc.